# Nesopetinus perkinsi
Nesopetinus perkinsi är en skalbaggsart som beskrevs av Scott 1908. Nesopetinus perkinsi ingår i släktet Nesopetinus och familjen glansbaggar. Inga underarter finns listade i Catalogue of Life.